# Enwix (вездеход)
ENWIX (Энвикс) — вездеход-снегоболотоход на шинах сверхнизкого давления, производится одноимённой компанией в Нижнем Новгороде под руководством Иванова Петра Алексеевича (генеральный директор) он же разработчик снегоболотохода. Разработка вездехода велась с 2019 года, в 2021 году началось серийное производство. К третьему кварталу 2021 года компания вышла на проектную мощность 8 вездеходов в месяц.
Снегоболотоходы марки «ENWIX» изготовлены в соответствии с ТУ 29.10.59-001-46112916-2021 «Снегоболотоходы (вездеходы)», главная особенность техники — модульность конструкции. Продукция ENWIX соответствует требования технического регламента Таможенного союза «О безопасности машин и оборудования» (ТР ТС 010/2011). Сертификат соответствия выдан на основании протокола испытаний № 1008/9АТС-2021.

## Особенности конструкции
Вся конструкция вездехода модульная, за счёт чего можно из базовой модели сделать максимальную. На каждую комплектацию допускается установка каркаса безопасности, что даёт возможность установить лобовое стекло и тент, получая полноценную кабину. Существует три комплектации START, STANDARD, ULTIMATE. Каждая из них оснащена для разных задач, начиная от отдыха и заканчивая экспедициями.
Вездеход собран на базе отечественных комплектующих, кроме двигателя и коробки. Есть сходства c вездеходом компании «Сокол», у обеих моделей установлены шины низкого давления и японские моторы Toyota. Оба вездехода могут держаться на плаву и переплывать небольшие речки с небольшим течением, оба имеют квадроциклетную посадку. Вездеходы ENWIX используют пружинную подвеску и особый конструктив рамы сварной конструкции из деталей, изготовленных методом лазерной резки из листовой стали 09г2с с полной оцинковкой после сборки, что позволяет увеличить комфорт при езде по бездорожью. Коробка передач — автоматическая Toyota AISIN 4-ступенчатая. ДВС устанавливается двух вариантов: 1.5 л 1nz-fe и 1.8 л 1zz-fe.
Рулевое управление мотоциклетного типа. Рулевой механизм гидрообъёмного типа собственной разработки, включает в себя золотниковый механизм и гидроцилиндр типа МТЗ 82. Количество пассажирских мест — 5 с ремнями безопасности. Задние сиденья трансформируются в 4 спальных места. Топливный бак объёмом 70 л + 40 л в канистрах, что даёт возможность без до заправки пройти 450 км без дозаправки.
Вездеход имеет полный привод с возможностью подключения электроблокировок. На старших моделях устанавливается 9-дюймовая мультимедиа система на базе Android, с Wi-Fi и GPS и с водонепроницаемыми колонками. Транспорт с низким средним удельным давлением на грунт допущен к эксплуатации на Севере, так как не повреждает грунт и сохраняет экологию русского Севера.

## Технические характеристики
| Размеры          | Длина: 3315 мм; Ширина: 2020/2486 мм; Высота: 1764мм |
| Колёсная формула | 4х4 (с модулем — прицепом в шарнирно-сочленённой конструкции — 6х6) |
| Корпус           | Стальной корпус с обработкой U-pol Raptor (сверхпрочное защитное покрытие на основе полиуретана) |
| Шины             | Шины низкого давления: 1250х520х21" / 1300х700х21", бескамерные. Диски с двусторонним бэдлоком. |
| Клиренс          | Дорожный просвет (клиренс): от 400 до 570 мм, в зависимости от характеристик шин |
| Трансмиссия      | Независимая подвеска MacPherson с задним стабилизатором. • АКПП Toyota (Aisin) с контуром охлаждения. • Сохраняет рулевое управление даже при выходе из строя гидравлики. • Адаптированные для перегрузок мосты УАЗ «Спайсер-Пилот» с гидроизоляцией. • Электрическая подключаемая блокировка дифференциалов. |
| Топливо          | АИ 95 |